# Inzersdorf im Kremstal
Inzersdorf im Kremstal è un comune austriaco di 1 896 abitanti nel distretto di Kirchdorf an der Krems, in Alta Austria.